# Associació d'Artistes Gràfics de Polònia «Ryt»
Associació d'Artistes Gràfics de Polònia «Ryt» (SPAG 'Ryt') va ser un grup d'artistes que va existir entre 1925 i 1939 a Varsòvia. L'associació va ser fundada per Władysława Skoczylasa i Ludwika Gardowskiego, professors de l'Escola de Belles Arts de Varsòvia. Els membres de l'associació solien ser estudiants d'ambdós professors.
El treball de l'SPAG «Ryt» va tenir continuïtat a través de l'anomenat "Grup de 9 Artistes Gràfics" fundat a Cracòvia el 1947, el qual va existir fins al 1960.